# Правила бойни
«Правила бойни» (англ. Slaughterhouse Rulez) — британо-американо-канадский комедийный фильм ужасов 2018 года режиссёра Криспиана Миллса. Сценаристами выступили Криспиан Миллс и Генри Фицгерберт. В фильме снимались Эйса Баттерфилд, Финн Коул, Гермиона Корфилд, Майкл Шин, Ник Фрост и Саймон Пегг . В фильме рассказывается о прославленной британской школе-интернате, которая превращается в поле битвы за выживание после того, как на соседнем участке гидроразрыва появляется загадочная воронка, вызывающая неописуемый ужас, распространяющийся в мир.
Фильм вышел в ночь на Хэллоуин в Великобритании и 17 мая 2019 года в США.

## Сюжет
Дональд Уоллес (Финн Коул) со скромным прошлым поступает в эксклюзивную государственную школу Slaughterhouse и изо всех сил пытается вписаться в неё. Директор школы (Майкл Шин) санкционировал проведение гидроразрыва пласта с целью сбора денег, и в процессе добычи освобождаются агрессивные подземные существа. Уоллес собирает группу учеников для борьбы с монстрами.

## В ролях
- Финн Коул
- Эйса Баттерфилд
- Саймон Пегг
- Гермиона Корфилд
- Майкл Шин
- Том Рис Харрис
- Марго Робби
- Кит Коннор
- Ник Фрост
- Ханако Футман

## Производство
Это первый фильм Stolen Picture, кинокомпании, созданной Саймоном Пеггом и Ником Фростом. Продюсерами фильма являются Catalyst Global Media и Sony Pictures International .

## Релиз
Фильм был выпущен в Великобритании и Ирландии 31 октября 2018 года.

## Прием критиков
Фильм получил в основном неоднозначные и отрицательные отзывы кинокритиков. Согласно агрегатору рецензий Rotten Tomatoes, фильм имеет рейтинг одобрения 39 %, основанный на 33 рецензиях, со средней оценкой 4,89 / 10. Консенсус критиков веб-сайта гласит: «Неравномерное сочетание ужаса и комедии, которое не удовлетворяет ни одна из сторон, фильм стремится к забавным фильмам категории B, но не достигает цели». Кассовые сборы фильма составили 737 670 фунтов стерлингов.

## Маркетинг
Первый трейлер фильма появился в сети (первоначально через Twitter) 9 августа 2018 года.